# Svetozar Čiplić
Svetozar Čiplić, född 1965 i Novi Sad, är en serbisk jurist och politiker. Čiplić var landets minister för mänskliga rättigheter och minoritetsrättigheter från juli 2008 till mars 2011.